# Augengneisfelsen Schauenstein

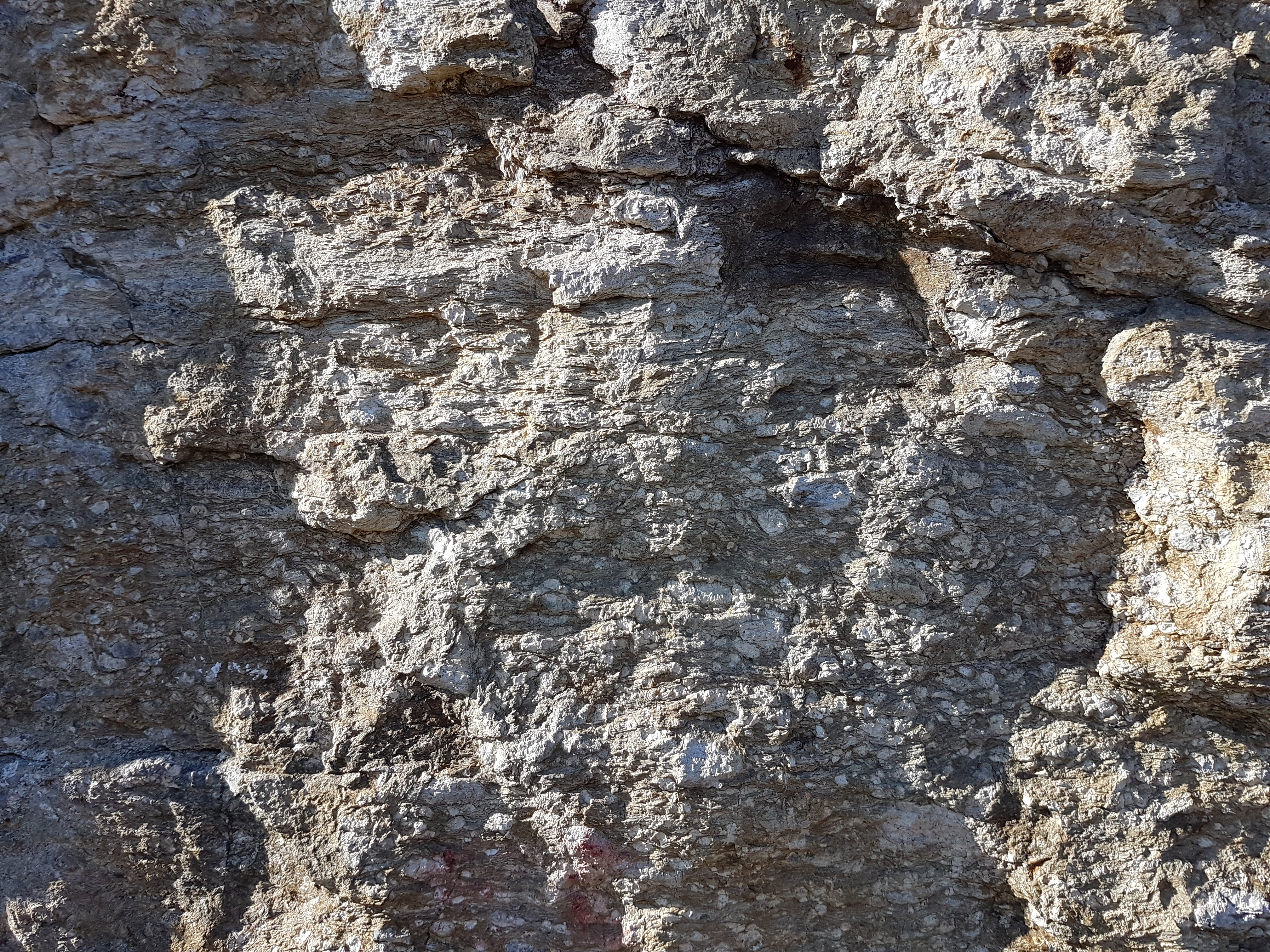
Augengneis im Aufschluss unterhalb des Schlosses Schauenstein (Schlossweg) aus relativ kurzer Distanz aufgenommen (breite des Bildausschnittes ca. 1–1,5 m). Laut Umweltatlas Bayern ist dies einer der besten Augengneisaufschlüsse der Münchberger Masse.

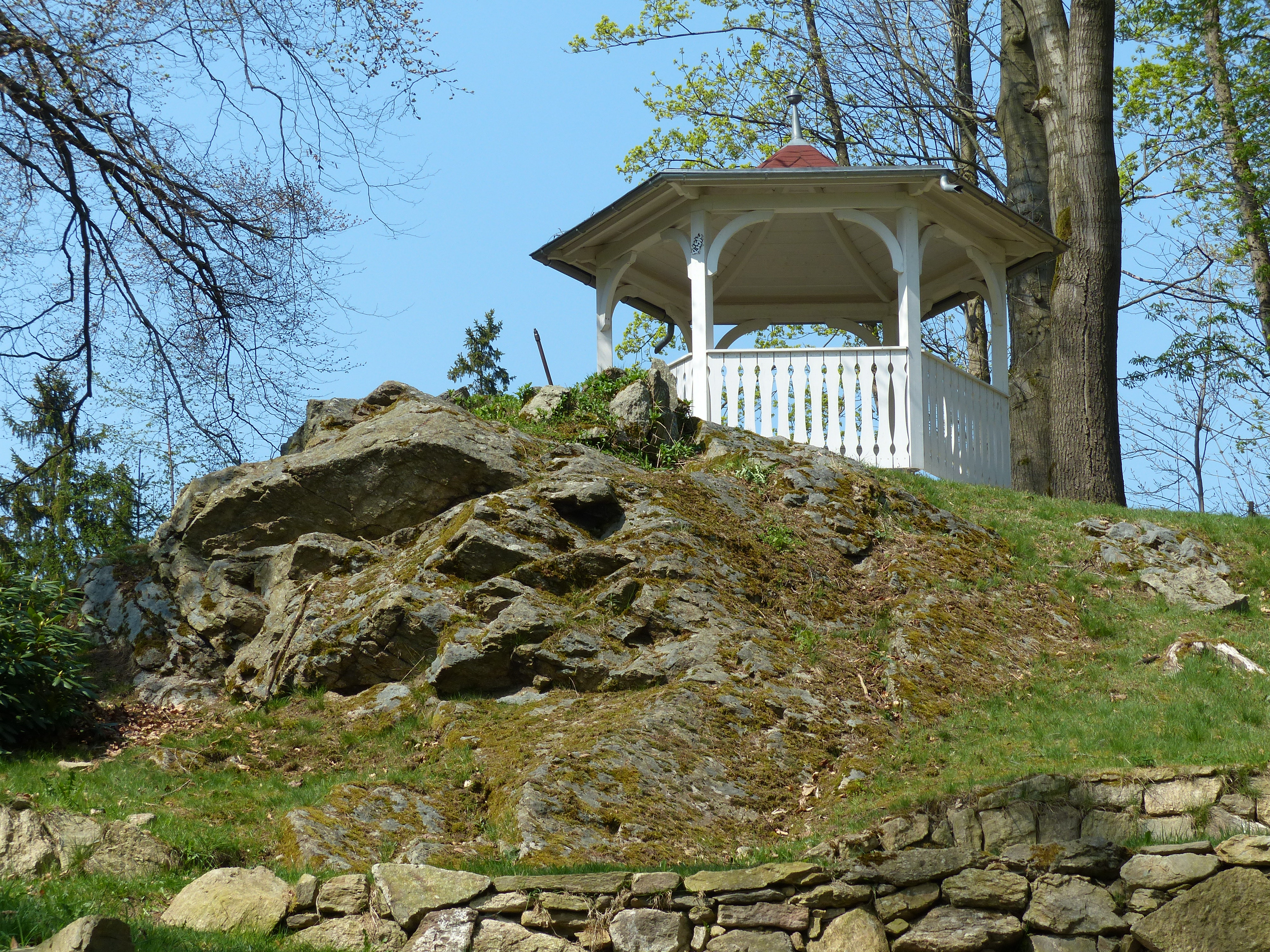
Aufschluss unterhalb des Pavillons am Hohen Stein

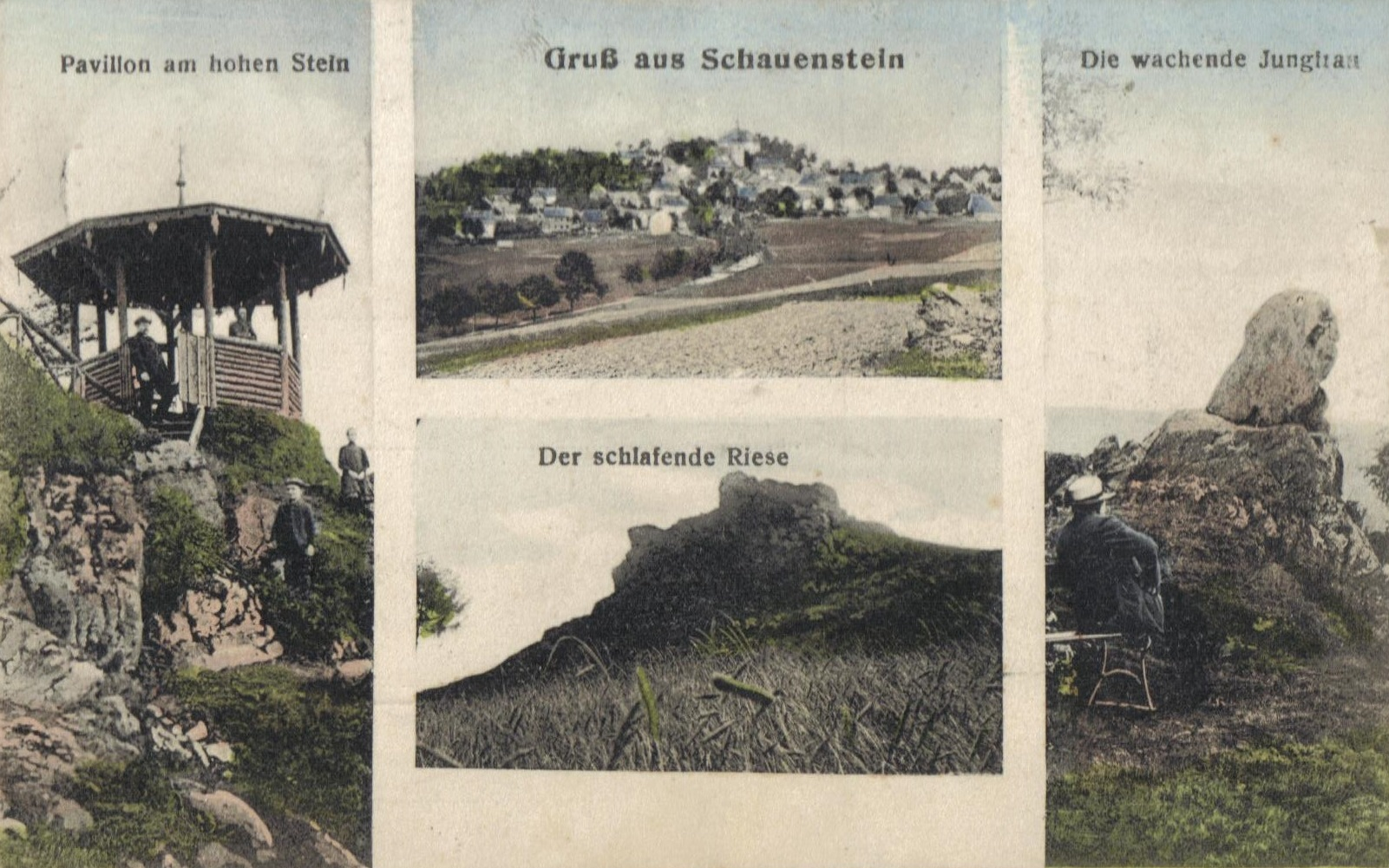
Historische Ansichtskarte mit Fotos der Felsformationen

Die Augengneisfelsen in der Stadt Schauenstein zählen zu den Geotopen im Landkreis Hof. Besonders hervorzuheben sind als Naturdenkmäler die Felsformationen Wachende Jungfrau und Schlafender Riese.

## Geologie
Schauenstein liegt am Nordwestrand der Münchberger Gneismasse. Der Gneis in Schauenstein gehört zur Liegendserie der Münchberger Masse. Bei dem Gneis handelt es sich ursprünglich um Granit, der im Erdinnern durch Druck und Temperatur verformt wurde. Darum spricht man auch von einem Ortho-Augengneis. Die „Augen“ gehen auf große Kalifeldspat-Einsprenglinge des ursprünglichen Granits, zurück, die nur relativ schwach verformt wurden und deshalb noch eine annähernd runde Form aufweisen. Verwitterung und Erosion haben Felsformationen wie die „Wachende Jugendfrau“ und den „Schlafenden Riesen“ sowie auch das Naturdenkmal „Gneisfelsen im Fuchsbau“ aus dem Gestein herausgeformt.

## Wachende Jungfrau
Die „Wachende Jungfrau“ ist als Felsformation Teil des Schlossparks. Der Sage nach wartete hier eine Ritterstochter vergebens auf die Rückkehr von Vater und Bräutigam. Im Sockel des angrenzenden Pavillons ist ebenfalls das Gestein mit dem markanten Gefüge gut erkennbar.

## Schlafender Riese
Der „Schlafende Riese“ hat seinen Namen von seiner Form und befindet sich am südlichen Stadtrand in der Verlängerung der Straße Am Goldberg. Das Naturdenkmal liegt seitlich am Goldberg oberhalb der Verbindungsstraße von Schauenstein nach Volkmannsgrün. Der Standort ist ein beliebter Aussichtspunkt über das Selbitztal.